# Halenia inaequalis
Halenia inaequalis är en gentianaväxtart som beskrevs av Hugh Algernon Weddell. Halenia inaequalis ingår i släktet Halenia och familjen gentianaväxter. Inga underarter finns listade i Catalogue of Life.